# Ciguera
Ciguera es una localidad española perteneciente al municipio de Crémenes, en la provincia de León, comunidad autónoma de Castilla y León.

## Geografía

### Ubicación
| Noroeste: Solle | Norte: Lois             | Noreste: Lois          |
| Oeste: Pallide  |                         | Este: Embalse de Riaño |
| Suroeste Viego  | Sur: Valbuena del Roblo | Sureste: Salamón       |

## Demografía
Evolución de la población
| Gráfica de evolución demográfica de Ciguera entre 2000 y 2017      |
|                                                                    |
| Población de derecho (2000-2017) según el padrón municipal del INE |